# Roeier (haven)

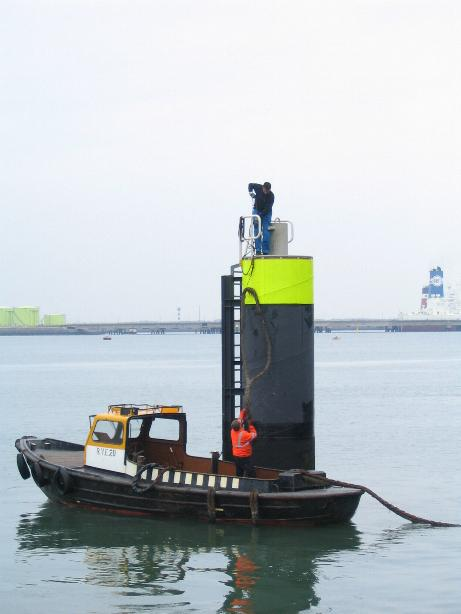
roeiers aan het werk bij dukdalf

Een roeier is iemand die in de zeehavens de zeeschepen assisteert bij het aanleggen (afmeren) en vertrekken (ontmeren). De roeier pakt bij aankomst de trossen aan van de schepen en zet ze op bolders aan de wal of op een dukdalf. Bij vertrek gooit hij ze los. De roeiers roeiden vroeger naar de schepen, tegenwoordig wordt gewerkt met kleine snelle motorbootjes. 
Voor de roeiers werkzaam in de Haven van Rotterdam, verenigd in de KRVE, worden die in eigen beheer gebouwd op de kop van de Waalhaven. In de Havenverordening Rotterdam 2020 worden roeiers bootman genoemd: degene die in de uitoefening van zijn beroep een zeeschip vast- of losmaakt, en de opleiding Bootman, als opgenomen in het door de Minister van Onderwijs, Cultuur en Wetenschap vastgesteld dossier, onder toekenning van de betreffende registratiecode CREBO, met goed gevolg heeft afgesloten, of voor die tijd zeven aansluitende kalenderjaren ten minste vier jaar ervaring heeft opgedaan als zelfstandig bevoegd bootman in een of meer havens binnen de Europese Unie en daarbij voldoende ervaring heeft opgedaan. 
Het beroep van roeier is zwaar en niet van gevaar ontbloot, omdat zomer en winter bij weer en wind moet worden geklauterd. Het komt vaak voor dat tegen een steile gladde beschoeiing moet worden geklommen, omdat trappen daar ontbreken. Voor zover bekend zijn er geen vrouwen als roeier in Nederland of België werkzaam.

Roeiers aan het werk
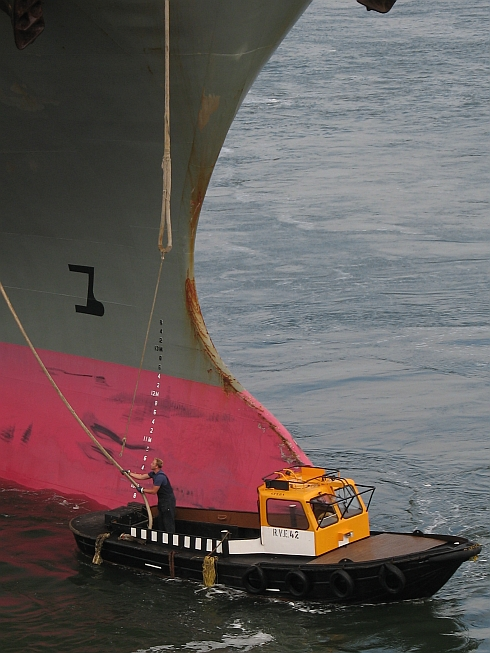
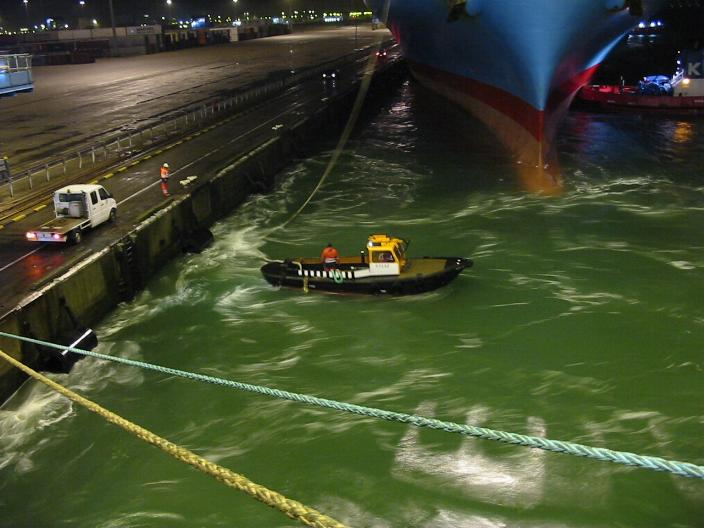
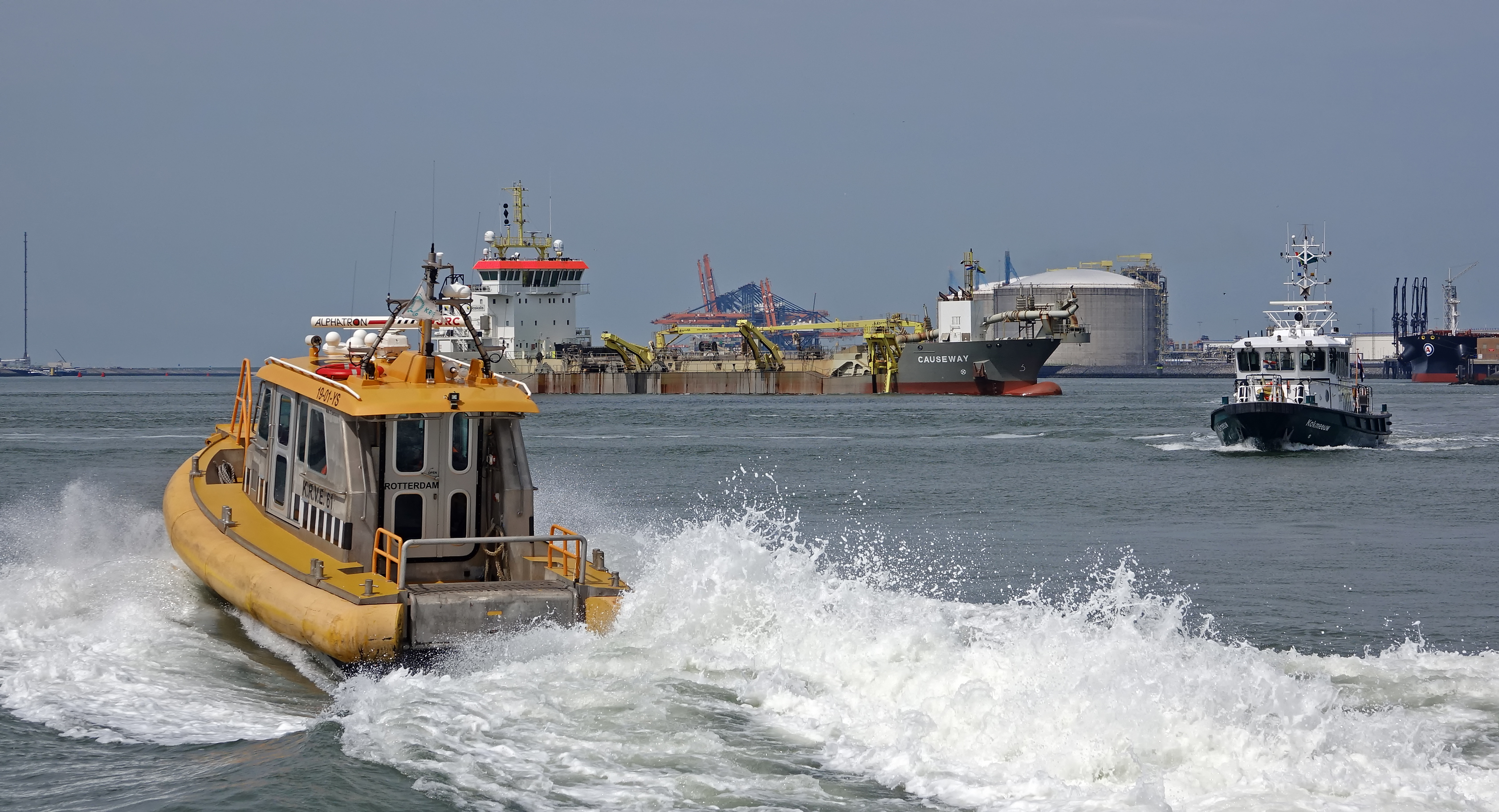